# Willughbeia cirrhifera
Willughbeia cirrhifera är en oleanderväxtart som beskrevs av Abeyw.. Willughbeia cirrhifera ingår i släktet Willughbeia och familjen oleanderväxter. Inga underarter finns listade i Catalogue of Life.